# Libertad Económica en el Mundo
Libertad Económica en el Mundo es una encuesta anual publicada por el think tank canadiense Fraser Institute. La encuesta intenta medir el grado de libertad económica en las naciones del mundo. Se ha utilizado en estudios revisados por pares, algunos de los cuales han encontrado una gama de efectos beneficiosos de una mayor libertad económica.

## Historia
Una de las primeras medidas de libertad económica fue desarrollada por Freedom House, que ha realizado un extenso trabajo sobre la medición de la libertad política y cultural. Esta medida incorporó una gama de indicadores, incluida la libertad para establecer una empresa y la libertad de una organización sindical.
En parte en respuesta a la insatisfacción con el índice Freedom House de los defensores de un punto de vista libertario o liberal de mercado, Milton Friedman y Michael Walker del Fraser Institute organizaron una serie de conferencias sobre libertad económica. Finalmente, esto dio como resultado un informe sobre la libertad económica mundial, Economic Freedom of the World, título que traducido al castellano sería Libertad Económica en el Mundo. Más tarde, la Fundación Heritage y el Wall Street Journal crearon otro índice similar, el Índice de Libertad Económica.

## Método
Los participantes en las conferencias llegaron a un consenso de que las piedras angulares de la libertad económica son: elección personal en lugar de elección colectiva, intercambio voluntario coordinado por los mercados en lugar de asignación a través del proceso político, libertad para ingresar y competir en los mercados, protección de las personas y sus propiedades de la agresión de otros. El informe de 2005 establece "Cuando las funciones del estado mínimo: la protección de las personas y sus propiedades de las acciones de los agresores, la ejecución de los contratos y la provisión del conjunto limitado de bienes públicos como carreteras, proyectos de control de inundaciones y dinero de valor estable —Se desempeñan bien, pero el gobierno hace poco más, la calificación de un país en el índice de resumen de Libertad Económica en el Mundo será alta. En consecuencia, a medida que los gastos gubernamentales aumentan y las regulaciones se expanden, la calificación de un país disminuirá". En la práctica, el índice mide: tamaño del gobierno (gastos, impuestos y empresas, estructura legal), seguridad de los derechos de propiedad, acceso a dinero sólido, libertad de comercio internacional y regulación de crédito, trabajo y negocios. El informe utiliza 42 variables distintas, por ejemplo, del Banco Mundial, para medir esto. Algunos ejemplos: tasas de impuesto, grado de independencia jurídica, tasas de inflación, costos de importación y precios regulados. Cada una de las 5 áreas anteriores tiene el mismo peso en la puntuación final.

## Investigación

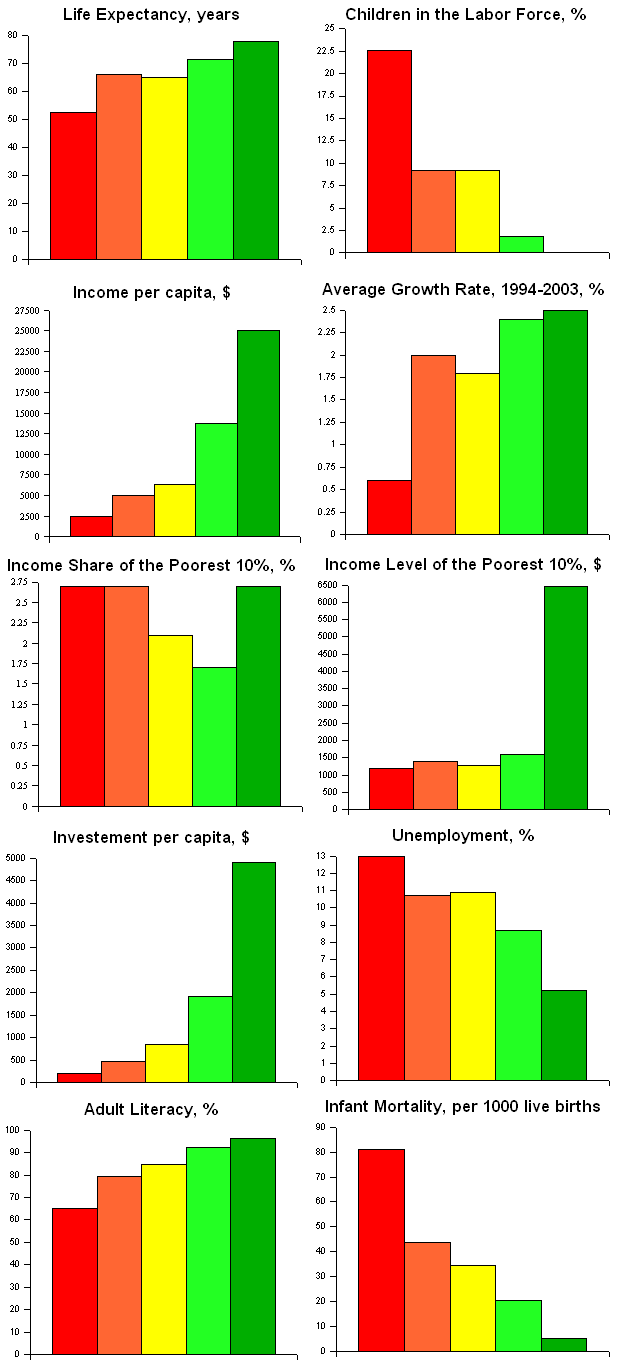
Gráficos que muestran la libertad económica, tal como se define en Libertad económica del mundo, y varios otros indicadores. Las barras rojas muestran a las naciones con menos libertad económica, las barras verdes a las que tienen más.

Se ha demostrado que la libertad económica se correlaciona fuertemente con un mayor ingreso promedio por persona, mayores ingresos del 10% más pobre, mayor esperanza de vida, mayor alfabetización, menor mortalidad infantil, mayor acceso a fuentes de agua y menos corrupción. La proporción del ingreso en porcentaje que va al 10% más pobre es la misma para países con mayor o menor economía libre.
Las personas que viven en la quinta parte superior de los países más libres disfrutan de un ingreso promedio de $ 23,450 y una tasa de crecimiento en la década de 1990 de 2.56 por ciento por año; en contraste, la quinta parte inferior en la clasificación tenía un ingreso promedio de solo $ 2,556 y una tasa de crecimiento de -0.85 por ciento en la década de 1990. El 10 por ciento más pobre de la población tiene un ingreso promedio de solo $ 728 en los países menos libres en comparación con más de $ 7,000 en los países más libres. La esperanza de vida de las personas que viven en las naciones más libres es 20 años más larga que la de las personas en los países menos libres.
Una mayor libertad económica, medida por los índices Heritage y Fraser, se correlaciona fuertemente con una mayor felicidad autoinformada y es importante en la prevención de guerras. La libertad económica es aproximadamente 54 veces más efectiva que la democracia (medida por Democracy Score) en la disminución del conflicto violento.
Con respecto a la salud ambiental, los estudios no son concluyentes sobre un efecto positivo. Más importante puede ser la curva de Kuznets. La mayoría de los indicadores de salud ambiental, como la contaminación del agua y el aire, muestran una forma de U invertida. Es decir, al comienzo del desarrollo económico, se le da poco peso a las preocupaciones ambientales, lo que aumenta la contaminación junto con la industrialización. Después de un umbral, cuando se satisfacen las necesidades físicas básicas y se establece una clase media, aumenta el interés en un ambiente limpio, revirtiendo la tendencia.
Los estudios muestran que una mayor libertad económica es la causa de los efectos beneficiosos y que la Libertad Económica del Mundo se usó para la mayoría de la investigación, en parte porque el Índice de Libertad Económica solo se remonta a 1995 y porque utiliza más variables subjetivas.

## Influencia
Cientos de artículos revisados por pares han utilizado el índice y este se ha utilizado en investigación económica, ciencia política e investigación ambiental. El índice de Libertad Económica del Mundo se ha utilizado más ampliamente que cualquier otra medida de libertad económica, debido a su cobertura de un período de tiempo más largo. En 2016, el informe fue citado en 412 revistas de investigación independientes. En 2016 y 2017 Free Malaysia Today y National Review citaron el informe.

## Crítica
La correlación entre libertad económica y crecimiento ha sido criticada por estudios. De Haan y Siermann encuentran que la relación no es sólida. Heckelman y Stroup sostienen que el procedimiento de ponderación utilizado en la construcción del índice es arbitrario. Examinan los componentes del índice individualmente y descubren que muchos, incluida una tasa de impuesto marginal alta y baja, tienen una correlación negativa y no positiva con el crecimiento económico. Una crítica frecuente es que China y otras naciones en desarrollo tienen altas tasas de crecimiento pero relativamente poca libertad económica. Las naciones en desarrollo pueden tener tasas de crecimiento más altas que las naciones desarrolladas, ya que tienen mano de obra barata y pueden importar inversiones, tecnología y habilidades organizativas de los países ricos.
Al examinar los subcomponentes del índice, cualquier efecto positivo que pueda tener un bajo nivel de impuestos es más discutido que la importancia del imperio de la ley, la falta de corrupción política, la baja inflación y el funcionamiento de los derechos de propiedad. Muchas naciones del norte de Europa, como Islandia (#23), Dinamarca (#13), Finlandia (#21) y Suecia (#35), tienen amplios estados de bienestar, a los que se oponen firmemente los defensores del laissez-faire. Se argumenta que estos países tienen menos regulación que la mayoría de los demás, y la investigación que utiliza el Índice de Facilidad para Hacer Negocios sugiere que el efecto de las regulaciones comerciales es más importante que el consumo del gobierno. El Índice de Competitividad Global analiza varios otros factores que afectan el crecimiento económico, como la infraestructura, la salud y la educación.
Aunque el Banco Mundial no cree que las políticas de laissez-faire, si permiten que se desarrollen grandes desigualdades de riqueza, sean una forma efectiva de lograr este objetivo, es un firme defensor de la importancia del crecimiento económico para reducir la pobreza. Sostiene que una visión general de muchos estudios muestra que: el crecimiento es fundamental para la reducción de la pobreza y, en principio, el crecimiento como tal no parece afectar la desigualdad, el crecimiento acompañado de una distribución más equitativa de la riqueza es mejor que el crecimiento solo, la alta desigualdad de ingreso inicial es un freno a la reducción de la pobreza, la pobreza en sí misma también es probable que sea una barrera para la reducción de la pobreza, y la desigualdad de la riqueza parece predecir tasas de crecimiento futuras más bajas. En 2011, el IMF Economic Review publicó un artículo que encontró que los países con mayor libertad económica y una regulación más liberal del mercado crediticio sufrieron más en el crecimiento de la producción durante la crisis financiera de fines de la década de 2000. En 2014, un documento de trabajo publicado por la Organización Internacional del Trabajo dijo que parte de la metodología utilizada en los subcomponentes del índice de Rigidez del Empleo no era útil.

## Calificaciones 2017 en el Informe Anual 2019
| >8 7.5–8 7–7.5 | 6.5–7 6–6.5 5.5–6 | 5–5.5 <5 Datos no disponibles |

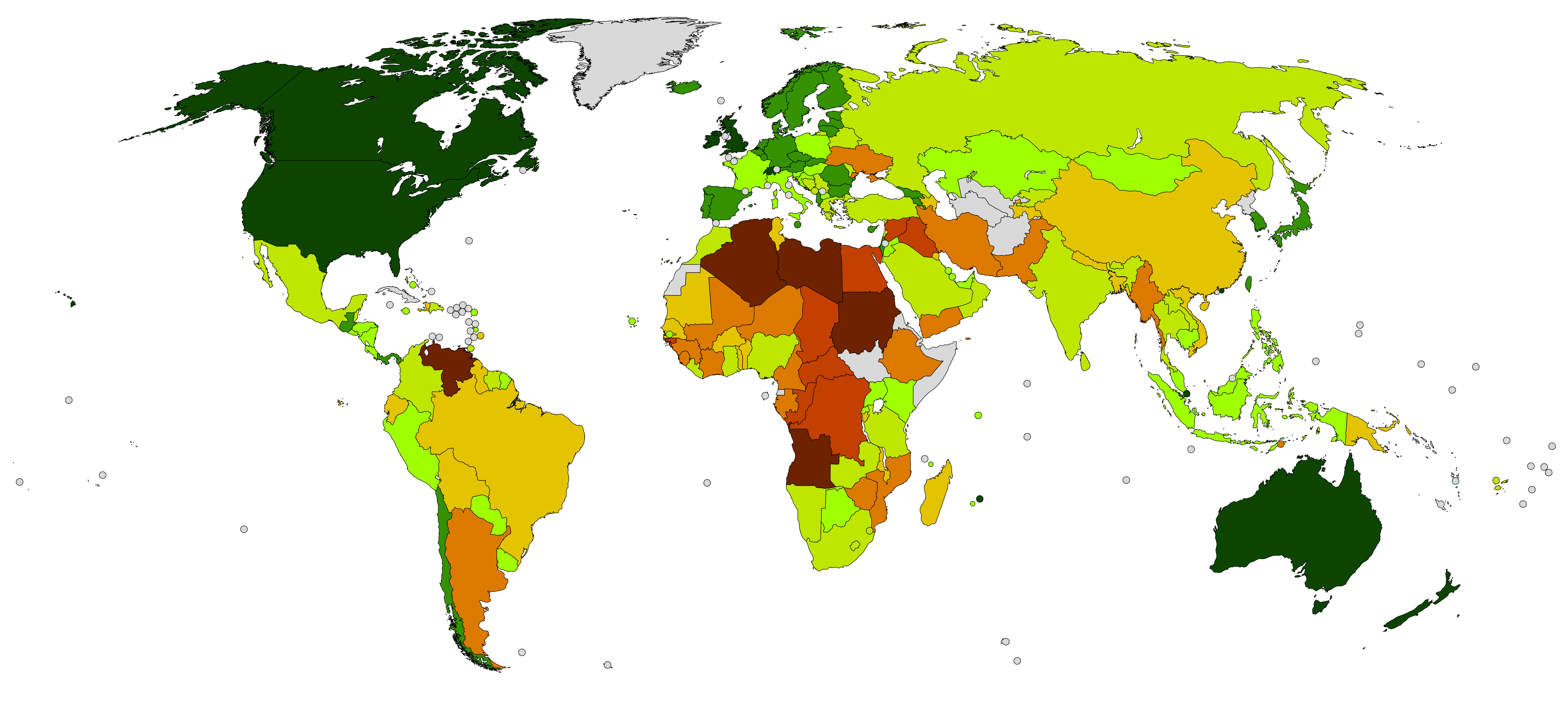
Mapa que muestra las puntuaciones del índice resumido de los países según los datos de 2017 del Informe Anual de 2019

A continuación se muestran las clasificaciones de los países para 2017, basadas en el Informe Anual 2019. En 2017, Hong Kong y Singapur estaban en primer y segundo lugar respectivamente; Los siguientes países con mayor puntaje son Nueva Zelanda, Suiza, Estados Unidos, Irlanda, Reino Unido, Canadá, Australia y Mauricio. Los países con los puntajes más bajos son Irak, República del Congo, Egipto, Siria, República Democrática del Congo, Angola, Argelia, Sudán, Libia y, por último, Venezuela.
| Posición | País                            | Índice resumen |
| -------- | ------------------------------- | -------------- |
| 1        | Hong Kong                       | 8.91           |
| 2        | Singapur                        | 8.71           |
| 3        | Nueva Zelanda                   | 8.50           |
| 4        | Suiza                           | 8.40           |
| 5        | Estados Unidos                  | 8.19           |
| 6        | Irlanda                         | 8.13           |
| 7        | Reino Unido                     | 8.09           |
| 8        | Canadá                          | 8.08           |
| 9        | Australia                       | 8.07           |
| 9        | Mauricio                        | 8.07           |
| 11       | Malta                           | 7.97           |
| 12       | Georgia                         | 7.94           |
| 13       | Chile                           | 7.89           |
| 13       | Dinamarca                       | 7.89           |
| 13       | Estonia                         | 7.89           |
| 16       | Lituania                        | 7.88           |
| 17       | Japón                           | 7.86           |
| 17       | Luxemburgo                      | 7.86           |
| 19       | Taiwán                          | 7.85           |
| 20       | Alemania                        | 7.82           |
| 21       | Finlandia                       | 7.80           |
| 22       | República Checa                 | 7.75           |
| 23       | Islandia                        | 7.74           |
| 24       | Letonia                         | 7.73           |
| 25       | Países Bajos                    | 7.72           |
| 26       | Austria                         | 7.71           |
| 27       | Armenia                         | 7.70           |
| 28       | Chipre                          | 7.68           |
| 28       | Rumanía                         | 7.68           |
| 30       | Albania                         | 7.67           |
| 31       | Panamá                          | 7.66           |
| 32       | Noruega                         | 7.62           |
| 33       | Corea del Sur                   | 7.59           |
| 34       | Guatemala                       | 7.57           |
| 35       | Suecia                          | 7.56           |
| 36       | España                          | 7.55           |
| 37       | Bulgaria                        | 7.54           |
| 38       | Israel                          | 7.53           |
| 39       | Portugal                        | 7.52           |
| 40       | Bélgica                         | 7.51           |
| 40       | Eslovaquia                      | 7.51           |
| 42       | Perú                            | 7.49           |
| 43       | Camboya                         | 7.44           |
| 43       | Jordán                          | 7.44           |
| 45       | Mongolia                        | 7.43           |
| 46       | Costa Rica                      | 7.41           |
| 46       | Italia                          | 7.41           |
| 48       | Uganda                          | 7.39           |
| 49       | Botsuana                        | 7.37           |
| 50       | Baréin                          | 7.35           |
| 50       | Francia                         | 7.35           |
| 52       | Malasia                         | 7.34           |
| 53       | Filipinas                       | 7.32           |
| 54       | Hungría                         | 7.27           |
| 54       | Indonesia                       | 7.27           |
| 56       | Croacia                         | 7.26           |
| 56       | Jordán                          | 7.26           |
| 58       | Bahamas                         | 7.25           |
| 59       | Polonia                         | 7.24           |
| 60       | Gambia                          | 7.23           |
| 61       | Jamaica                         | 7.17           |
| 61       | Emiratos Árabes Unidos          | 7.17           |
| 63       | Cabo Verde                      | 7.16           |
| 63       | El Salvador                     | 7.16           |
| 65       | Honduras                        | 7.16           |
| 65       | Seychelles                      | 7.16           |
| 67       | Eslovenia                       | 7.15           |
| 68       | Kazajistán                      | 7.10           |
| 69       | Catar                           | 7.07           |
| 70       | Kenia                           | 7.05           |
| 70       | Uruguay                         | 7.05           |
| 72       | Paraguay                        | 7.03           |
| 73       | Macedonia                       | 7.02           |
| 74       | Nicaragua                       | 7.01           |
| 75       | Líbano                          | 6.97           |
| 76       | México                          | 6.93           |
| 77       | República Dominicana            | 6.92           |
| 77       | Kirguistán                      | 6.92           |
| 79       | India                           | 6.91           |
| 80       | Serbia                          | 6.89           |
| 81       | Nigeria                         | 6.86           |
| 81       | Tailandia                       | 6.86           |
| 83       | Montenegro                      | 6.84           |
| 83       | Zambia                          | 6.84           |
| 85       | Belice                          | 6.78           |
| 85       | Rusia                           | 6.78           |
| 87       | Bután                           | 6.77           |
| 87       | Tanzania                        | 6.77           |
| 89       | Omán                            | 6.76           |
| 90       | Fiyi                            | 6.74           |
| 91       | Trinidad y Tobago               | 6.70           |
| 92       | Bosnia y Herzegovina            | 6.69           |
| 92       | Marruecos                       | 6.69           |
| 94       | Colombia                        | 6.68           |
| 95       | Laos                            | 6.67           |
| 95       | Turquía                         | 6.67           |
| 97       | Moldavia                        | 6.66           |
| 98       | Surinam                         | 6.65           |
| 99       | Bielorrusia                     | 6.64           |
| 100      | Brunéi                          | 6.62           |
| 101      | Sudáfrica                       | 6.61           |
| 102      | Grecia                          | 6.59           |
| 103      | Ghana                           | 6.58           |
| 104      | Sri Lanka                       | 6.57           |
| 105      | Liberia                         | 6.56           |
| 106      | Namibia                         | 6.53           |
| 107      | Arabia Saudita                  | 6.52           |
| 107      | Suazilandia                     | 6.52           |
| 109      | Lesoto                          | 6.50           |
| 110      | Haití                           | 6.49           |
| 110      | Nepal                           | 6.49           |
| 112      | Barbados                        | 6.45           |
| 113      | China                           | 6.42           |
| 114      | Kuwait                          | 6.41           |
| 115      | Papua Nueva Guinea              | 6.36           |
| 116      | Azerbaiyán                      | 6.34           |
| 117      | Guyana                          | 6.32           |
| 118      | Ecuador                         | 6.28           |
| 119      | Vietnam                         | 6.27           |
| 120      | Brasil                          | 6.23           |
| 121      | Togo                            | 6.21           |
| 122      | Túnez                           | 6.20           |
| 123      | Bangladés                       | 6.18           |
| 124      | Burundi                         | 6.17           |
| 124      | Senegal                         | 6.17           |
| 126      | Bolivia                         | 6.14           |
| 126      | Madagascar                      | 6.14           |
| 128      | Mauritania                      | 6.11           |
| 129      | Benín                           | 6.08           |
| 130      | Burkina Faso                    | 6.07           |
| 131      | Malaui                          | 6.06           |
| 132      | Tayikistán                      | 6.05           |
| 133      | Timor del Este                  | 5.99           |
| 134      | Costa de Marfil                 | 5.97           |
| 135      | Ucrania                         | 5.96           |
| 136      | Malí                            | 5.91           |
| 136      | Pakistán                        | 5.91           |
| 138      | Gabón                           | 5.88           |
| 139      | Guinea                          | 5.86           |
| 140      | Camerún                         | 5.84           |
| 140      | Yemen                           | 5.84           |
| 142      | Níger                           | 5.83           |
| 143      | Etiopía                         | 5.72           |
| 143      | Irán                            | 5.72           |
| 145      | Zimbabue                        | 5.69           |
| 146      | Argentina                       | 5.67           |
| 147      | Birmania                        | 5.63           |
| 148      | Sierra Leona                    | 5.63           |
| 149      | Mozambique                      | 5.60           |
| 150      | Chad                            | 5.42           |
| 151      | República Centroafricana        | 5.23           |
| 151      | Guinea-Bisáu                    | 5.23           |
| 153      | Irak                            | 5.21           |
| 154      | República del Congo             | 5.08           |
| 155      | Egipto                          | 5.05           |
| 155      | Siria                           | 5.05           |
| 157      | República Democrática del Congo | 5.00           |
| 158      | Angola                          | 4.83           |
| 159      | Argelia                         | 4.77           |
| 160      | Sudán                           | 4.67           |
| 161      | Libia                           | 4.45           |
| 162      | Venezuela                       | 2.58           |

## Reportes pasados

### Tendencia
El informe Economic Freedom of the World 2005 declaró que el puntaje de libertad económica mundial ha crecido considerablemente en las últimas décadas. Según su medida, el puntaje promedio aumentó de 5.17 en 1985 a 6.4. De las naciones en 1985, 95 de ellas aumentaron su puntaje, siete vieron una disminución y seis no cambiaron.

### Calificaciones 2013 en el Informe Anual 2015
Clasificaciones de libertad económica para 2013, incluyendo 157 países y 119 posiciones que pueden ser compartidas por dos o más países.
| Posición | País                     | Índice resumen | Posición anterior | Diferencia |
| -------- | ------------------------ | -------------- | ----------------- | ---------- |
| 1        | Hong Kong                | 8.97           | 8.97              | 0          |
| 2        | Singapur                 | 8.52           | 8.73              | 0.21       |
| 3        | Nueva Zelanda            | 8.19           | 8.49              | 0.30       |
| 4        | Suiza                    | 8.16           | 8.30              | 0.14       |
| 5        | Emiratos Árabes Unidos   | 8.15           | 8.07              | 0.08       |
| 6        | Mauricio                 | 8.08           | 8.01              | 0.07       |
| 7        | Jordania                 | 7.93           | 7.81              | 0.12       |
| 8        | Irlanda                  | 7.90           | 7.66              | 0.24       |
| 9        | Canadá                   | 7.89           | 7.93              | 0.08       |
| 10       | Chile                    | 7.87           | 7.87              | 0          |
| 11       | Reino Unido              | 7.87           | 7.85              | 0.02       |
| 12       | Australia                | 7.83           | 7.88              | 0.05       |
| 13       | Georgia                  | 7.83           | 7.61              | 0.22       |
| 14       | Catar                    | 7.77           | 7.62              | 0.15       |
| 15       | Taiwán                   | 7.76           | 7.77              | 0.01       |
| 16       | Estados Unidos           | 7.73           | 7.73              | 0          |
| 17       | Rumanía                  | 7.69           | 7.32              | 0.17       |
| 18       | Armenia                  | 7.67           | 7.62              | 0.05       |
| 19       | Finlandia                | 7.61           | 7.98              | 0.37       |
| 20       | Lituania                 | 7.61           | 7.61              | 0          |
| 21       | Malta                    | 7.61           | 7.65              | 0.04       |
| 22       | Dinamarca                | 7.58           | 7.78              | 0.20       |
| 23       | Estonia                  | 7.58           | 7.76              | 0.18       |
| 24       | Baréin                   | 7.55           | 7.93              | 0.38       |
| 25       | Costa Rica               | 7.53           | 7.11              | 0.42       |
| 26       | Japón                    | 7.52           | 7.50              | 0.02       |
| 27       | Luxemburgo               | 7.51           | 7.49              | 0.02       |
| 28       | Noruega                  | 7.51           | 7.56              | 0.05       |
| 29       | Alemania                 | 7.50           | 7.68              | 0.18       |
| 30       | Países Bajos             | 7.48           | 7.57              | 0.09       |
| 31       | Austria                  | 7.46           | 7.59              | 0.13       |
| 32       | Kuwait                   | 7.46           | 7.22              | 0.24       |
| 33       | Guatemala                | 7.45           | 7.21              | 0.14       |
| 34       | Ruanda                   | 7.43           | 7.46              | 0.03       |
| 35       | Letonia                  | 7.42           | 7.31              | 0.11       |
| 36       | Portugal                 | 7.42           | 7.34              | 0.09       |
| 37       | Bahamas                  | 7.40           | 7.40              | 0          |
| 38       | Nicaragua                | 7.40           | 7.23              | 0.17       |
| 39       | Israel                   | 7.38           | 7.26              | 0.12       |
| 40       | Corea del Sur            | 7.38           | 7.50              | 0.22       |
| 41       | Perú                     | 7.34           | 7.64              | 0.30       |
| 42       | Bulgaria                 | 7.33           | 7.26              | 0.07       |
| 43       | República Checa          | 7.33           | 7.25              | 0.18       |
| 44       | Jamaica                  | 7.33           | 7.12              | 0.21       |
| 45       | Suecia                   | 7.33           | 7.59              | 0.16       |
| 46       | Uganda                   | 7.30           | 7.10              | 0.20       |
| 47       | Polonia                  | 7.29           | 7.20              | 0.09       |
| 48       | Eslovaquia               | 7.29           | 7.46              | 0.17       |
| 49       | Honduras                 | 7.27           | 7.21              | 0.06       |
| 50       | Panamá                   | 7.27           | 7.08              | 0.19       |
| 51       | España                   | 7.27           | 7.53              | 0.26       |
| 52       | Bélgica                  | 7.26           | 7.36              | 0.10       |
| 53       | Camboya                  | 7.26           | 7.02              | 0.24       |
| 54       | Kazajistán               | 7.26           | 6.84              | 0.42       |
| 55       | El Salvador              | 7.25           | 7.03              | 0.22       |
| 56       | Hungría                  | 7.25           | 7.59              | 0.34       |
| 57       | República Dominicana     | 7.23           | 7.13              | 0.10       |
| 58       | Malasia                  | 7.22           | 7.06              | 0.16       |
| 59       | Omán                     | 7.21           | 7.31              | 0.10       |
| 60       | Macedonia                | 7.19           | 7.05              | 0.14       |
| 61       | Mongolia                 | 7.19           | 7.06              | 0.13       |
| 62       | Albania                  | 7.18           | 7.27              | 0.09       |
| 63       | Brunéi                   | 7.18           | 7.05              | 0.13       |
| 64       | Montenegro               | 7.18           | 7.26              | 0.08       |
| 65       | Uruguay                  | 7.18           | 7.35              | 0.17       |
| 66       | Kenia                    | 7.16           | 6.81              | 0.35       |
| 67       | Filipinas                | 7.14           | 7.21              | 0.07       |
| 68       | Botsuana                 | 7.13           | 7.25              | 0.12       |
| 69       | Italia                   | 7.13           | 6.85              | 0.28       |
| 70       | Francia                  | 7.12           | 7.38              | 0.26       |
| 71       | Gambia                   | 7.12           | 6.98              | 0.14       |
| 72       | Papua Nueva Guinea       | 7.11           | 6.96              | 0.15       |
| 73       | Seychelles               | 7.07           |                   | -          |
| 74       | Trinidad y Tobago        | 7.07           | 6.95              | 0.12       |
| 75       | Chipre                   | 7.03           | 7.72              | 0.69       |
| 76       | Indonesia                | 7.01           | 6.90              | 0.11       |
| 77       | Líbano                   | 7.01           | 7.41              | 0.40       |
| 78       | Bosnia y Herzegovina     | 6.98           | 6.67              | 0.25       |
| 79       | Cabo Verde               | 6.97           | 6.24              | 0.69       |
| 80       | Zambia                   | 6.97           | 7.10              | 0.13       |
| 81       | Arabia Saudita           | 6.95           | 7.14              | 0.19       |
| 82       | Tanzania                 | 6.92           | 6.65              | 0.27       |
| 83       | Turquía                  | 6.92           | 7.06              | 0.14       |
| 84       | Croacia                  | 6.91           | 7.01              | 0.10       |
| 85       | Grecia                   | 6.87           | 6.83              | 0.24       |
| 86       | Islandia                 | 6.87           | 7.37              | 0.50       |
| 87       | Bután                    | 6.86           |                   | -          |
| 88       | Fiyi                     | 6.86           | 7.10              | 0.14       |
| 89       | Paraguay                 | 6.85           | 6.78              | 0.07       |
| 90       | Barbados                 | 6.83           | 6.96              | 0.13       |
| 91       | Haití                    | 6.83           | 6.56              | 0.33       |
| 92       | Tayikistán               | 6.81           | 6.01              | 0.80       |
| 93       | México                   | 6.79           | 6.64              | 0.15       |
| 94       | Suazilandia              | 6.79           | 6.56              | 0.23       |
| 95       | Surinam                  | 6.77           | 6.29              | 0.48       |
| 96       | Sudáfrica                | 6.74           | 6.80              | 0.06       |
| 97       | Kirguistán               | 6.73           | 6.51              | 0.22       |
| 98       | Madagascar               | 6.71           | 6.37              | 0.34       |
| 99       | Rusia                    | 6.69           | 6.55              | 0.14       |
| 100      | Namibia                  | 6.68           | 6.39              | 0.38       |
| 101      | Serbia                   | 6.65           | 6.46              | 0.19       |
| 102      | Belice                   | 6.64           | 6.82              | 0.18       |
| 103      | Moldavia                 | 6.63           | 6.86              | 0.23       |
| 104      | Tailandia                | 6.63           | 6.64              | 0.01       |
| 105      | Sri Lanka                | 6.57           | 6.66              | 0.09       |
| 106      | Colombia                 | 6.56           | 6.61              | 0.05       |
| 107      | Nepal                    | 6.56           | 6.19              | 0.36       |
| 108      | Bolivia                  | 6.52           | 6.36              | 0.16       |
| 109      | Marruecos                | 6.46           | 6.56              | 0.10       |
| 110      | Vietnam                  | 6.46           | 6.23              | 0.23       |
| 111      | China                    | 6.44           | 6.22              | 0.22       |
| 112      | Nigeria                  | 6.44           | 6.21              | 0.23       |
| 113      | Eslovenia                | 6.44           | 6.59              | 0.15       |
| 114      | India                    | 6.43           | 6.34              | 0.09       |
| 115      | Bangladés                | 6.42           | 6.33              | 0.09       |
| 116      | Túnez                    | 6.39           | 6.87              | 0.52       |
| 117      | Lesoto                   | 6.36           | 6.35              | 0.01       |
| 118      | Azerbaiyán               | 6.34           | 6.30              | 0.34       |
| 119      | Brasil                   | 6.34           | 6.51              | 0.17       |
| 120      | Camerún                  | 6.34           | 5.94              | 0.40       |
| 121      | Egipto                   | 6.34           | 6.36              | 0.02       |
| 122      | Senegal                  | 6.32           | 5.97              | 0.35       |
| 123      | Malí                     | 6.29           | 5.95              | 0.74       |
| 124      | Guyana                   | 6.28           | 6.34              | 0.06       |
| 125      | Pakistán                 | 6.28           | 6.34              | 0.06       |
| 126      | Yemen                    | 6.28           | 6.31              | 0.03       |
| 127      | Timor del Este           | 6.27           | 6.30              | 0.03       |
| 128      | Ghana                    | 6.20           | 6.71              | 0.51       |
| 129      | Ucrania                  | 6.20           | 6.16              | 0.04       |
| 130      | Guinea-Bisáu             | 6.12           | 5.68              | 0.44       |
| 131      | Burkina Faso             | 6.10           | 5.94              | 0.16       |
| 132      | Sierra Leona             | 6.08           | 6.32              | 0.24       |
| 133      | Benín                    | 6.05           | 5.95              | 0.10       |
| 134      | Costa de Marfil          | 6.03           | 5.76              | 0.37       |
| 135      | Ecuador                  | 5.99           | 5.85              | 0.14       |
| 136      | Malaui                   | 5.87           | 6.30              | 0.43       |
| 137      | Mozambique               | 5.87           | 5.63              | 0.24       |
| 138      | Burundi                  | 5.85           | 5.26              | 0.59       |
| 139      | Mauritania               | 5.79           | 6.42              | 0.63       |
| 140      | Níger                    | 5.79           | 5.60              | 0.19       |
| 141      | Gabón                    | 5.72           | 5.73              | 0.01       |
| 142      | Togo                     | 5.71           | 5.57              | 0.14       |
| 143      | Etiopía                  | 5.68           | 5.47              | 0.21       |
| 144      | Congo Belga              | 5.65           | 5.28              | 0.37       |
| 145      | Guinea                   | 5.62           |                   | -          |
| 146      | Birmania                 | 5.56           | 4.08              | 1.48       |
| 147      | Irán                     | 5.43           | 6.05              | 0.22       |
| 148      | Angola                   | 5.37           | 5.17              | 0.20       |
| 149      | Zimbabue                 | 5.33           | 4.59              | 0.34       |
| 150      | República Centroafricana | 5.29           | 5.26              | 0.03       |
| 151      | Argelia                  | 5.20           | 5.32              | 0.12       |
| 152      | Argentina                | 5.20           | 5.69              | 0.49       |
| 153      | Siria                    | 5.19           |                   | -          |
| 154      | Chad                     | 5.13           | 4.98              | 0.15       |
| 155      | Libia                    | 5.11           |                   | -          |
| 156      | República del Congo      | 4.72           | 4.57              | 0.15       |
| 157      | Venezuela                | 3.23           | 3.93              | 0.70       |

## Índices relacionados
Un índice relacionado para las provincias chinas es seguido por los académicos y los responsables políticos chinos. También hay una red de instituciones en 59 naciones diferentes que utilizan el índice para promover ideas de libre mercado.